# Вторая Балканская война
Втора́я Балка́нская война́, Межсою́зническая война́ (болг. Междусъюзническа война, серб. Други балкански рат, греч. Β΄ Βαλκανικός Πόλεμος рум. Al doilea război balcanic, тур. İkinci Balkan Savaşı) — быстротечная война 29 июня — 10 августа 1913 года за раздел Македонии между Болгарией с одной стороны, и Черногорией, Сербией и Грецией — с другой, а также подключившимися к военным действиям против Болгарии Османской империей и Румынией. Война была спровоцирована дипломатами Австро-Венгрии и Германской империи, которые стремились развалить Балканский союз.
В итоге Болгария потерпела поражение, в результате чего Франция, Австро-Венгрия и Германия усилили своё влияние на Балканском полуострове, подорвав позиции Российской империи. Территория, завоёванная Болгарией в Первой Балканской войне, была разделена между странами-победительницами.

## Причины

### Исторические предпосылки
Османская империя, расширявшая свою территорию с момента возникновения, в XV веке захватила Балканский полуостров. На полуострове ещё до прихода турок проживало множество враждующих народов. Общий противник — Турция — заставил их консолидироваться. В XVII веке началось постепенное ослабление империи. Завоёванные турками народы стремились к независимости, поэтому в XVIII веке в ослабевшей империи не раз происходили восстания национальных меньшинств. К середине XIX века началось формирование этнократических государств. На Балканском полуострове, большая часть населения которого являлась православными христианами и славянами, этот процесс происходил при поддержке Российской империи. К концу XIX века Османская империя потеряла значимую часть своих европейских владений, на территории которых возникли сначала номинально зависимые от неё, а впоследствии независимые Черногория, Сербия, Греция, Румыния и Болгария.
Противостояние великих держав на Балканах привело к возникновению Балканского союза — военного оборонительного союза Болгарии, Сербии, Греции и Черногории. Союз создавался под эгидой Российской империи и был направлен против Австро-Венгрии, так как недавний Боснийский кризис привёл к дестабилизации ситуации на Балканах. Однако Балканский союз начал враждовать с Османской империей. Дело в том, что в ослабевающей империи проживало большое количество болгар, греков и сербов. Кроме того, болгарское правительство желало максимально расширить границы Болгарии, создав Целокупную Болгарию — империю, которая должна была охватить всю восточную часть Балкан. Сербы хотели получить доступ к Адриатическому морю, присоединив к своей стране Западную Македонию и Албанию. Черногорцы стремились занять крупные турецкие порты на Адриатике и Новопазарский санджак. Грекам, как и болгарам, необходимо было максимально расширить границы своей страны. Были, однако, в союзе и противоречия. Так, Греция, Болгария и Сербия спорили о принадлежности Македонии, Греция и Болгария — о принадлежности Фракии. Румыния, не входившая в союз, тоже имела территориальные притязания к Болгарии, а в ходе Первой Балканской войны эти притязания она использовала для политического давления на Болгарию.

### Итоги Первой Балканской войны
9 октября 1912 года официально началась Первая Балканская война, хотя де-факто Черногория начала бои с турецкими войсками ещё 4 октября. В первые два месяца войны силы Балканского союза вели наступление на всех направлениях. В Македонии была полностью разбита Западная (Македонская) армия Османской империи, под Кыркларели — Восточная. Затянувшиеся бои под Чаталджинской укреплённой линией, длительные осады городов Эдирне и Шкодер заставили стороны начать мирные переговоры. Переговоры были сорваны младотурками, которые захватили власть в Турции. Новое правительство империи негативно относилось к национальным меньшинствам государства, поэтому оно призвало турок продолжить войну на Балканах, вернув в состав империи «мятежные регионы». 3 февраля 1913 года в 7 часов вечера военные действия возобновились. Во вторую её фазу Балканскому союзу удалось принудить сдаться Шкодер и Эдирне. На остальных участках фронта до 30 мая велась позиционная война. 30 мая младотурецкое правительство всё же согласилось подписать в Лондоне мирный договор.
Согласно Лондонскому мирному договору, Турция теряла бо́льшую часть своих европейских владений и все острова в Эгейском море. Под её властью оставался лишь Стамбул и его окрестности. Албания получила независимость, хотя фактически это был протекторат Австро-Венгрии и Италии.
Создание нового государства не удовлетворяло Грецию, Черногорию и Сербию, которые хотели разделить албанские территории между собой. Кроме того, мирный договор не предусматривал, как будут разделены в будущем потерянные Турцией территории. Страны-участницы Балканского союза должны были самостоятельно разделить оккупированные территории. Это было проблематично, так как Фракия и Македония сразу после завершения Первой Балканской войны стали для союзников спорными территориями. Ситуация в этих регионах постоянно нагнеталась, Македония была разделена спорной демаркационной линией между Грецией, Болгарией и Сербией. Новые границы государств так и не были определены.

### Новая политическая ситуация
Германская империя и Австро-Венгрия, которые в конце XIX века были втянуты во всеевропейскую гонку вооружений, осознавали, что близится общеевропейская война. Российская империя являлась их потенциальным противником, а ставший гораздо сильнее Балканский союз был её союзником. Этого опасались Турция, Германия и Австро-Венгрия. Чтобы ослабить российское влияние на стратегически важном Балканском полуострове, необходимо было ликвидировать Балканский союз. Напрямую объявить войну союзу Австро-Венгрия не могла, так как это могло перерасти во всеевропейскую (фактически мировую) войну.
В такой ситуации немецкие и австрийские дипломаты ещё в конце 1912 года решили развалить союз изнутри. В Белграде — столице Сербии — они склоняли сербского короля к войне с Болгарией и Грецией. Аргументировалось это тем, что в Первой Балканской войне сербы не получили желаемого — доступа к Адриатике, но они могут это компенсировать, аннексировав Македонию и Салоники. Таким образом Сербия получила бы выход к Эгейскому морю. Одновременно немцами и австрийцами велась дипломатическая работа в болгарской столице — Софии. Болгарскому правительству внушалось то же, что и сербскому — аннексировать Македонию. Австро-Венгрия обещала Болгарии в этом вопросе поддержку. Но мнение болгарской стороны не изменилось. Она по-прежнему настаивала на строгом соблюдении всех пунктов сербско-болгарского союзного договора 1912 года, который заложил основу Балканского союза, трактуя, однако, их в свою пользу.
Сербы согласились с немецкими и австрийскими дипломатами. Сербия готовилась к новой войне. Будущая война уже в мае серьёзно обсуждалась в скупщине страны. Тем временем Греция, не желавшая усиления Болгарии и уже имевшая общую границу с Сербией, 1 июня 1913 года подписала с Сербией союзный антиболгарский договор. Греки и сербы имели общие интересы на Балканах — в первую очередь транзитную торговлю. Российская империя, под эгидой которой возник Балканский союз, выступала против его распада. Российское правительство призывало мирно урегулировать вопрос. Планировалось созвать конференцию всех «заинтересованных сторон», где были бы установлены новые границы. Ситуация усугублялась реваншизмом младотурок, которые хотели вернуть себе потерянные территории.
В начале лета 1913 года в Сербии произошла радикализация правительства и всех слоёв общества. Началась насильственная «сербизация» в отвоёванных у турок регионах — Северо-Западной Македонии и Косово. Ширились шовинистические идеи, в конце июня сам сербский король стал призывать к максимальному расширению границ государства. Сформировалась крайне радикальная группировка «Чёрная рука». Она возникла при поддержке сербской контрразведки и контролировала большую часть сербского правительства. Её опасался сам Карагеоргиевич. Внутриполитическая ситуация обострялась тем, что часть сербского правительства во главе с Николой Пашичем не была согласна с политикой «Чёрной руки». В газетах стали появляться статьи о «правительственной измене родине кабинета Пашича».

## Планы и силы

### Сосредоточение войск
К концу Первой Балканской войны в Болгарии была сформирована 4-я армия, а после войны — 5-я. Обе армии выступали наравне с 1-й, 2-й и 3-й. Фактически со времён недавней войны с Турцией в болгарских войсках ничего не изменилось. К линии будущего фронта — сербско-болгарской границе — Болгария стягивала войска долго, так как те находились далеко у Чаталджи.
Сербские войска, главная ударная сила антиболгарского союза, растянулись вдоль всей границы с Болгарией. Всего у Сербии было три армии и два самостоятельных отряда. В состав сербских войск вошли и черногорские, часть которых попала в состав 1-й армии королевича Александра Карагеоргиевича. Ещё одна часть сербских войск оставалась в Скопье в качестве резерва. В том же городе расположился штаб верховного командования антиболгарскими силами.
В Черногории после Первой Балканской войны войска успели демобилизоваться, поэтому была вновь объявлена мобилизация. В Сербии и Болгарии провелась дополнительная мобилизация, чтобы пополнить силы. С 23 по 27 июня войска обеих стран стягивались к общей границе. 28 июня они вошли в соприкосновение, тогда же начался дипломатический кризис между странами бывшего Балканского союза и Российской империей, которая стремилась урегулировать конфликт путём мирных переговоров. В тот же день в Петербурге была назначена дата переговоров о принадлежности спорных территорий, однако переговоры были сорваны войной.

### Планы
Согласно плану Савова-Нерезова от 18 (31) мая 1913 года болгарское командование планировало атаковать противника на юге и перекрыть сообщение между Сербией и Грецией. Далее болгары хотели атаковать Скопье и затем полностью занять Македонию. На захваченных территориях планировалось учредить болгарское управление и провести пропаганду среди местного населения. Как ожидалось, местное население должно поддержать болгарскую армию. Далее правительство Болгарии хотело предложить противникам перемирие и начать дипломатические переговоры. Правительство страны полагало, что после захвата Скопье Сербия под давлением согласится на все условия болгар.
Сербы никаких специальных планов накануне войны не разрабатывали. Только в начале июля, когда началась война и сербские войска продвигались вглубь Болгарии, сербское и греческое правительства решили завершить войну с помощью дипломатии. Планировалось сдерживать наступление болгар на всём фронте, при этом обвиняя Болгарию в нарушении союзных договоров, таким образом изолировав её.

## Ход военных действий

### Наступление болгарских войск
В последние дни июня ситуация на границе обострилась. 29 июня 1913 года в 3 часа утра болгарские войска без объявления войны перешли в наступление на македонском участке границы. Для Сербии это оказалось неожиданностью, так как та ожидала начала переговоров в Петербурге. Джордж Бьюкенен, британский дипломат, по поводу начала войны заявил: «Болгария была ответственна за открытие враждебных действий, Греция и Сербия вполне заслужили обвинение в преднамеренной провокации».
Первоначально болгарами наступление велось только пятью дивизиями 4-й армии на Македонском фронте и 2-й армией в направлении Салоник. Части 4-й армии форсировали реку Злету, полностью разбив находившиеся там сербские войска, и разделились на две части: первая атаковала сербов у Криволака, вторая — у Иштиба. Наступление было успешным и неожиданным, но сербская 1-я армия, находившаяся в 10 километрах от Злеты, успела отреагировать на пересечение границы противником и направилась навстречу болгарам. Этой армией лично командовал Александр Карагеоргиевич.
Вечером того же дня, в 19 часов, болгарская 2-я армия тоже начала наступление в направлении Салоник. Мощным ударом были уничтожены все передовые части греков, оставшиеся в живых отступили. Части 11-й дивизии 2-й болгарской армии вышли к побережью Эгейского моря у болгарско-греческой границы и к реке Струма. Развить более масштабное наступление болгарам помешала сербская артиллерия. Из неё был открыт огонь по болгарским силам в Салониках, дальше болгары наступать не стали. 30 июня пост-фактум сербы, греки и черногорцы официально объявили войну Болгарии. Константин I, король Греции, лично возглавивший всю греческую армию, отдал приказ своим войскам перейти в контрнаступление. Тем временем в наступление на город Пирот пошли 1-я и 5-я болгарские армии. Наступление захлебнулось, армии были остановлены сербами. 2 июля антиболгарский союз взял инициативу в свои руки, и сербско-греческие войска начали постепенно наступать на позиции противника. В плен к сербам попадали отдельные болгарские части и артиллерия. Так, на подступах к Велесу удалось взять в плен 7-ю дивизию болгар в полном составе. У Злеты сербам в тот же день удалось остановить наступление сил противника, а ночью значительная часть болгарских войск была окружена и уничтожена мощным артиллерийским огнём. На Овчем поле оказалась окружённой значительная часть 4-й болгарской армии.

### Битва под Килкисом
Так как все основные силы болгар на греческом фронте находились у Килкиса, греческое командование решило разбить их. Для этого в короткий срок был разработан план, согласно которому левофланговые части болгарской армии должны быть задержаны тремя дивизиями греков, тем временем четыре центральные дивизии греческих войск должны атаковать центр противника в Килкисе. Тем временем 10-я греческая дивизия должна была обойти с севера озеро Дойрани и, контактировав с сербской армией, действовать совместно. Фактически план предполагал взять болгарские войска в кольцо и уничтожить. Греки переоценили силы болгар, считая, что у тех не менее 80 000 человек и 150 орудий. На самом деле болгар было в несколько раз меньше, всего 35 000 солдат.
2 июля возобновились бои между греками и болгарами. Первой начала наступление на левом фланге 10-я греческая дивизия. Она пересекла реку Вардар, некоторые её части атаковали Гавгели, а также вступили в незапланированный бой с болгарскими войсками. На правом фланге тоже началось наступление 1-й и 6-й дивизиями. Бой продолжался всю ночь, а 3 июля греки подошли к Килкису вплотную и попытались овладеть городом. Вечером болгарские войска центра и правого фланга отступили к границе. Левый фланг болгарских войск продолжал оборону до следующего дня. 4 июля греки вынудили отступить остатки войск противника. В качестве трофеев были взяты 12 артиллерийских орудий и 3 пулемёта. После боя 10-я и 5-я греческие дивизии объединились в левофланговую группу и вместе начали преследование болгар.

### Контрнаступление греческой армии
6 июля болгарские войска попытались перейти в контратаку у Дойрана, но были отбиты и отступление возобновилось. Болгары попытались закрепиться на Белашицком перевале. Местность была гористая, а день очень жарким, грекам трудно было развернуть артиллерию. Несмотря на это они сумели сбить болгар с позиции, перевал был взят, хоть и с большими потерями.
7 июля греки вошли в Струмицу. Тем временем отступавшая левофланговая болгарская дивизия оттянула на себя три греческих, чем облегчила сопротивление грекам центральной болгарской дивизии. На протяжении трёх дней она сопротивлялась перетянутым на себя войскам, но тоже вынуждена была отступить. В то же время грекам было оказано сопротивление на западном берегу Струмы у Ветрины. 10 июля сопротивление было сломлено, и болгарские войска отошли на восточный. Болгары не могли рассчитывать на победу, так как их армия ослабла и была деморализована, а противник превосходил по численности болгарские войска.
11 июля греческая армия короля Константина вступила в контакт с сербской 3-й армией. В тот же день греки с моря высадились в Кавале, которая с 1912 г принадлежала Болгарии. Также грекам удалось занять Серре, а 14 июля они заняли Драму.
Греческая армия наступала на север и с 8 по 18 июля вела бои за Кресненское ущелье, создавая непосредственную угрозу болгарской столице, Софии.

### Вмешательство в конфликт Румынии и Османской империи
Королевство Румыния ещё в ходе Первой Балканской войны давило на Болгарию, угрожая вмешаться в конфликт на стороне Турции. Она требовала изменить линию границы в Южной Добрудже в свою пользу. С началом Второй Балканской войны румынское руководство опасалось упустить наступательную инициативу, поэтому готовилось к вторжению в Болгарию.
В 1908 году в Османской империи произошёл младотурецкий переворот, с приходом к власти младотурок в стране возобладала идеология реваншизма. Османская империя после подписания Лондонского мирного договора не могла вернуть себе все потерянные территории в Европе, поэтому воспользовалась Второй Балканской войной для частичной компенсации потерь в Первой. Фактически султан не давал никаких приказов начать военные действия, инициатором открытия второго фронта стал Энвер-паша, лидер младотурок. Командующим операцией он назначил Иззет-пашу.
12 июля турецкие силы пересекли реку Марицу. Их авангард состоял из нескольких частей кавалерии, среди которых была одна иррегулярная, состоящая из курдов. Одновременно 14 июля румынская армия пересекла румыно-болгарскую границу в районе Добруджи и направилась на юг вдоль Чёрного моря на Варну. Румыны ожидали жестокого сопротивления, но ничего подобного не было. Более того, два корпуса румынской кавалерии без сопротивления приближались к столице Болгарии — Софии. Сопротивления румынам почти не оказывалось, так как все войска противника находились далеко на западе страны — на сербско-болгарском и греко-болгарском фронтах. В то же время в течение нескольких последующих дней в Восточной Фракии турками были уничтожены все силы болгар, а 23 июля силы Османской империи овладели городом Эдирне. Восточной Фракией турки овладели всего за 10 переходов.
29 июля болгарское правительство, поняв всю безвыходность ситуации, подписало перемирие. Вслед за ним начались мирные переговоры в Бухаресте.

## Последствия

### Мирные договоры
После окончания Второй Балканской войны 10 августа 1913 года в столице Румынии — Бухаресте — был подписан Бухарестский мирный договор. Турция не участвовала в его подписании. Болгария, как проигравшая в войне сторона, теряла почти все захваченные в ходе Первой Балканской войны территории и сверх того Южную Добруджу. Несмотря на такие территориальные потери, выход к Эгейскому морю у страны сохранялся. Согласно договору:
1. С момента ратификации договора между бывшими противниками наступает перемирие[7]
2. Устанавливается новая румыно-болгарская граница в Добрудже: она начинается на западе у Туртукая на Дунае, затем проходит прямой линией до Чёрного моря к югу от Кранево. Для формирования новой границы создавалась специальная комиссия, а все новые территориальные разногласия противоборствующие страны должны были решать в третейском суде. Также Болгария обязывалась в течение двух лет срыть все укрепления вблизи новой границы[7]
3. Новая сербско-болгарская граница с севера пролегала по старой, ещё довоенной границе. Возле Македонии она проходила по бывшей болгарско-турецкой границе, точнее по водоразделу между Вардаром и Струмой. Верхняя часть Струмы при этом оставалась у Сербии. Далее на юге новая сербско-болгарская граница примыкала к новой греко-болгарской. В случае территориальных споров, как и в прошлом случае, стороны должны были обратиться в третейский суд. Для проведения новой границы также созывалась специальная комиссия[7]
4. Между Сербией и Болгарией должен быть заключён дополнительный договор касательно границ в Македонии[7]
5. Новая греко-болгарская граница должна начинаться у новой сербско-болгарской, а заканчиваться у устья реки Месты на берегу Эгейского моря. Для формирования новой границы созывалась специальная комиссия, как и в двух предыдущих статьях договора стороны при территориальном споре должны обращаться в третейский суд[7]
6. Квартиры командования сторон должны быть немедленно уведомлены о подписании мира, а в Болгарии на следующий же день — 11 августа — должна начаться демобилизация[7]
7. Эвакуация болгарских сил и предприятий с территорий, переданных её противникам, должна начаться в день подписания договора и должна завершиться не позже 26 августа[7]
8. Во время аннексии потерянных Болгарией территорий Сербия, Греция и Румыния имеют полное право пользоваться железнодорожным транспортом Болгарии без оплаты расходов и проводить реквизицию при условии немедленного возмещения убытков. Все больные и раненые, которые являются подданными болгарского царя и находятся на оккупированных союзниками территориях, должны находиться под присмотром и обеспечиваться армиями стран-оккупантов[7]
9. Должен произойти обмен пленными. После обмена правительства бывших стран-соперниц должны предоставить друг другу сведения о расходах на содержание пленных[7]
10. Договор должен быть ратифицирован на протяжении 15 дней в Бухаресте[7]

В Константинопольском мирном договоре оговаривалась лишь болгарско-турецкая граница и мир между Турцией и Болгарией. Его подписали в Стамбуле в частном порядке только Болгария и Османская империя 29 сентября того же года. Согласно ему, Турция обратно получала часть Восточной Фракии и город Эдирне.

### Новые спорные территории
Благодаря соглашению, территория Сербии увеличилась до 87 780 км², на присоединённых землях проживало 1 500 000 человек. Греция увеличила свои владения до 108 610 км², а её население возросло с 2 660 000 до 4 363 000 человек. 14 декабря 1913 года, помимо отвоёванных у турок и болгар территорий, Греции отошёл Крит. Румыния получила Южную Добруджу площадью 6960 км² и с населением 286 000 человек.
Несмотря на значительные территориальные потери, в составе Болгарии оставалась отвоёванная у Османской империи центральная часть Фракии площадью 25 030 км². В болгарской части Фракии проживало 129 490 человек. Таким образом, это являлось «компенсацией» за утерянную Добруджу. Однако позже Болгария потеряла и эту территорию.
На Балканском полуострове оставалось много нерешённых территориальных вопросов ещё со времён Первой Балканской войны. Так, не были до конца определены границы Албании, спорными между Грецией и Османской империей оставались острова в Эгейском море. Статус Шкодера вообще не был определён. В городе по-прежнему находился крупный контингент великих держав — Австро-Венгрии, Италии, Франции и Великобритании, — а также на него претендовала Черногория. Сербия, вновь не добившись в ходе войны доступа к морю, желала аннексировать север Албании, что шло вразрез с политикой Австро-Венгрии и Италии.

### Первая мировая война
Мирный договор серьёзно изменил политическую ситуацию на Балканах. Окончательный развал Балканского союза поддержали Германская империя и Австро-Венгрия. Болгарский царь Фердинанд I был неудовлетворён таким завершением войны. Как утверждают, после подписания договора он произнёс фразу «Ma vengeance sera terrible». В свою очередь во Второй Балканской войне Сербия потеряла поддержку России, но значительно усилилась. Австро-Венгрия опасалась возникновения на своих границах сильного государства, которое после поражения Болгарии и Турции в Балканских войнах могло стать сильнейшей державой на Балканах. К тому же в Воеводине, которая принадлежала австрийской короне, проживало большое количество сербов. Опасаясь отделения Воеводины, а затем и полного распада империи, правительство Австро-Венгрии искало повод для объявления войны сербам.
Тем временем сама Сербия радикализировалась. Победы сразу в двух войнах и резкое усиление государства вызвали национальный подъём. В конце 1913 года сербские войска предприняли попытку оккупировать часть Албании, начался Албанский кризис, который завершился выводом войск Сербии из новообразованного государства. Одновременно под покровительством сербской контрразведки в ходе войн сформировалась группировка «Чёрная рука», контролировавшая практически все органы власти.
Часть группировки, известная как «Млада Босна», действовала в Боснии и ставила перед собой цель отколоть её от Австро-Венгрии. В 1914 году при поддержке «Чёрной руки» было совершено Сараевское убийство. Австро-Венгрия давно искала повод ликвидировать единственное государство на Балканах, которое заодно мешало Германии проникнуть на Ближний Восток — Сербию. Поэтому она предъявила сербской стороне ультиматум, вслед за которым началась Первая мировая война.
Реваншистская Болгария в новой войне встала на сторону Австро-Венгрии и Германии. Её правительство желало восстановить государство в границах мая 1913 года, для этого нужно было вновь победить Сербию. Начавшаяся мировая война привела к бо́льшим изменениям на Балканах, чем предыдущие две Балканские. Таким образом, Вторая Балканская война имеет далеко идущие косвенные последствия.

### На русском

#### Книги
- Бьюкенен Д. У. Мемуары дипломата. — М., 2001. — ISBN 5-1700-8824-8.
- Гусев Н. С. Болгария, Сербия и русское общество во время Балканских войн 1912—1913 гг.. — М.: Индрик, 2020. — 518 с. — ISBN 978-5-91674-592-4.
- Мерников А. Г., Спектор А. А. Всемирная история войн. — Минск, 2005.
- Петросян Ю. А. Османская империя: могущество и гибель. Исторические очерки. — М., 1990.
- Писарев Ю. А. Великие державы и Балканы накануне Первой мировой войны. — М., 1986.
- Троцкий Л. Сочинения. — Москва-Ленинград, 1926. — Т. 6.
- Хальгартен Г. Империализм до 1914 года. Социологическое исследование германской внешней политики до Первой мировой войны. — М., 1961.
- Балканские народы и европейские правительства в XVIII — начале XX в. — М.: Документы и исследования, 1982.
- Басханов М. К., Колесников А. А. Накануне Первой мировой: русская военная разведка на турецком направлении. Документы, материалы, комментарии. Тула, Гриф и К., 2014.

#### Статьи
- Виноградов В. Н. Об исторических корнях «горячих точек» на Балканах // Новая и новейшая история. — 1993. — № 4.
- Котов Б. С. Межсоюзническая война лета 1913 года в восприятии русского общества (по материалам прессы) // Новая и новейшая история. — 2015. — № 3.
- Поповски В. Историко-правовое и политическое значение Берлинского договора 1878 г. для Македонии // Вопросы истории. — 1997. — № 5.

### На английском
- Erickson Edward, Bush Brighton. Defeat in Detail: The Ottoman Army in the Balkans, 1912—1913. — Greenwood Publishing Group, 2003. — ISBN 0275978885.
- Hall Richard. The Balkan Wars, 1912—1913: Prelude to the First World War. — Routledge, 2000. — ISBN 0415229464.
- Jacob Gould Schurman. The Balkan Wars 1912 To 1913. — Kessinger Publishing, 2004. — ISBN 1419153455.
- Joll J. The Origins of the First World War. — London, 1984.